# Carrefour de la Pyramide
Le carrefour de la Pyramide est une voie située dans le 12e arrondissement de Paris, en France.

## Origine du nom
Le carrefour tire son nom de la pyramide du bois de Vincennes qui s'élève en son centre.